# Ermida de Nossa Senhora da Piedade (Lajes do Pico)

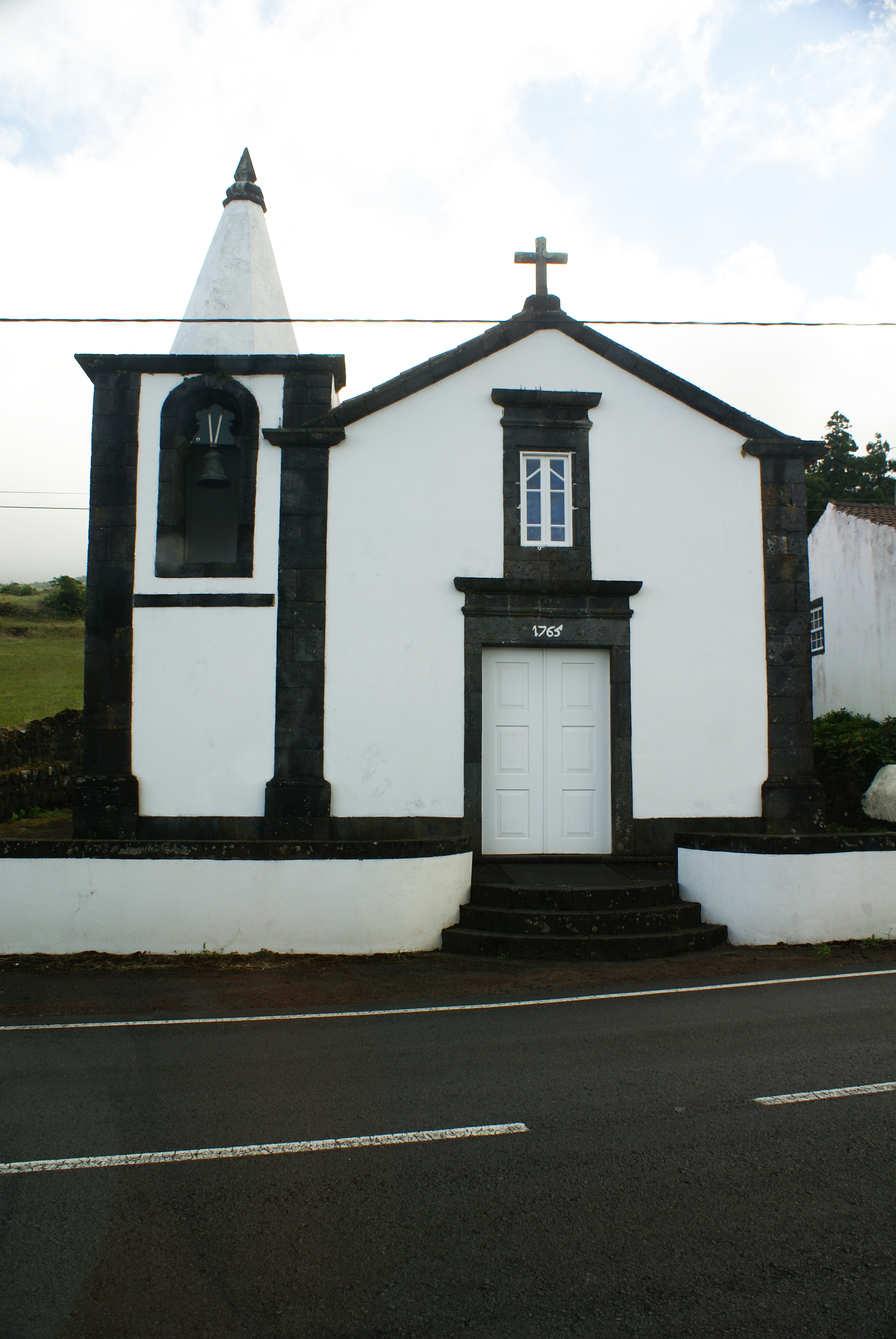
Ermida de Nossa Senhora da Piedade, fachada.

A  Ermida de Nossa Senhora da Piedade  é uma Ermida portuguesa localizada na freguesia da Prainha, concelho de São Roque, na ilha do Pico, no arquipélago dos Açores.
Esta ermida cuja construção recua ao século XVIII e que é dedicada a devoção de Nossa Senhora da Piedade foi fundada em 1765, conforme placa afixada na fachada.